# Halsbandssolfågel
Halsbandssolfågel (Hedydipna collaris) är en fågel i familjen solfåglar inom ordningen tättingar. Den förekommer i stora delar av Afrika söder om Sahara. Beståndet anses vara livskraftigt.

## Utseende
Halsbandssolfågeln är en mycket liten och kortstjärtad solfågel med metallglänsande grön rygg och gul buk. Hanen har grön strupe och ett smalt lilaaktigt band över bröstet. Honan är mattare färgad, med gul strupe och inget bröstband. De gulbukiga populationerna av variabel solfågel skiljer sig från halsbandssolfågeln genom större storlek, längre näbb och bredare purpurblått band över bröstet.

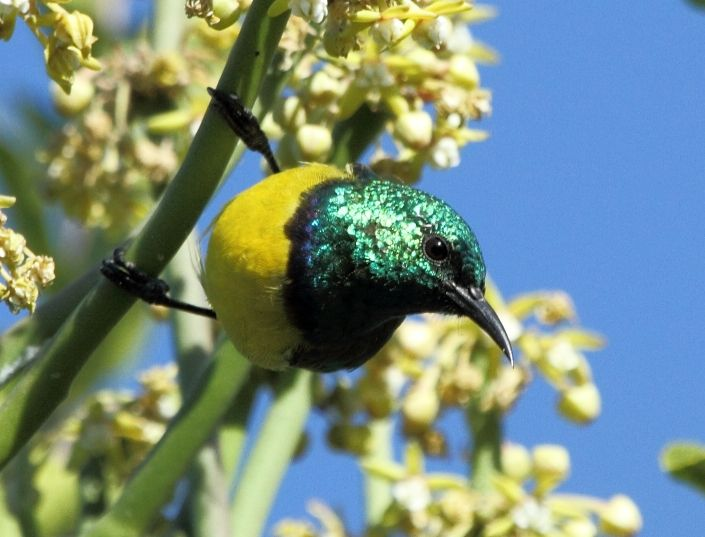

## Utbredning och systematik
Halsbandssolfågeln hittas i stora delar av Afrika söder om Sahara. Den delas in i nio underarter med följande utbredning:
- Hedydipna collaris subcollaris – Senegal till södra Nigeria (Nigerflodens mynning)
- Hedydipna collaris hypodila – Bioko i Guineabukten
- Hedydipna collaris somereni – sydöstra Nigeria söderut till nordvästra Angola och österut till norra Demokratiska republiken Kongo och sydvästra Sydsudan
- Hedydipna collaris djamdjamensis – sydvästra Etiopien (området kring floderna Alghe och Sagan)
- Hedydipna collaris garguensis – sydöstra Sydsudan, sydvästligaste Etiopien, östra och sydöstra Demokratiska republiken Kongo, Uganda, västra Kenya, Rwanda, Burundi, västra Tanzania, östra Angola och norra Zambia
- Hedydipna collaris zambesiana – Angola till Tanzania, Namibia, Zimbabwe och nordöstra Sydafrika
- Hedydipna collaris zuluensis – nordöstra KwaZulu-Natal till södra Moçambique och Zimbabwe
- Hedydipna collaris elachior – östra Kenya till nordöstra Tanzania, ön Manda, Zanzibar och Mafiaön
- Hedydipna collaris collaris – södra KwaZulu-Natal till västra Swaziland, södra Zululand och östra Kapprovinsen

## Levnadssätt
Halsbandssolfågeln hittas i skogsbryn, öppen skog och savann. Där ses den i par, ofta som en del av artblandade flockar. Den födosöker genom att plocka insekter från lövverket eller ryttla för att fånga dem i luften. Fågeln kan också ta frukt och nektar som den ofta tar genom att picka hål på blomman och suga ut utan att pollinera.

## Status och hot
Arten har ett stort utbredningsområde, men tros minska i antal, dock inte tillräckligt kraftigt för att den ska betraktas som hotad. Internationella naturvårdsunionen IUCN listar arten som livskraftig (LC).